# لالینه
لالینه (به لاتین: Laliny) یک روستا در لهستان است که در گمینا بوروویه واقع شده‌است.